# 新潟工業高校いじめ自殺事件
新潟工業高校いじめ自殺事件（にいがたこうぎょうこうこういじめじさつじけん）は、日本で起きた自殺事件。

## 概要
2016年11月21日に新潟県立新潟工業高等学校に通う1年生の生徒が、新潟市内で電車にひかれ自殺をした。遺書が残されており、2か月前からいじめを受けていたことや、先生にも相談したが何も解決しなかったことなどが記されていた。

### 自殺まで
自殺した生徒は、小学校4年生のときに新潟市内に引っ越した。引っ越してすぐのときは落ち着きが無かったが、友達ができて安定した。中学校まではいじめや大きなトラブルは無く、不登校になったことも無かった。
2016年4月に新潟県立新潟工業高等学校に入学。夏休みまでは特にトラブルも無く過ごしていた。だが2学期からいじめを受けるようになる。9月頃に学校行事の工場見学が行われ、その時のバスの車内でいじめの主犯となる生徒が不快なあだ名を考えて使うようになる。
9月18日の夜にいじめの主犯がLINEでバスの中で撮影した写真が投稿される。授業中にも受け狙いであだ名を言われるようになり、クラスの3分の1にまで広がる。10月2日には主犯が合成させた写真をLINEに投稿。本人は投稿されていたことを知っていなかった。当時の高校はネットのトラブルには関心が無く、ソーシャルメディアに関する講習会が行われるようになったのは自殺事件が起きてからである。
10月27日の放課後に、自殺することとなる生徒は他の生徒に暴言を言われたために担任の先生に相談していた。担任の先生は何かあったら来週に申し出るように言って、加害生徒からの聞き取りを行っていなかった。
10月30日にいじめられていることを訴える手紙を書いた。11月1日の午前8時半頃に手紙を担任に手渡す。その日の昼休みに加害生徒から聞き取りを行い、その日の午後3時過ぎに加害生徒への指導を行ったが、それ以降もあだ名で呼ばれ続けた。11月11日にも担任の先生にいじめられていることを相談したが、加害生徒が認めなかったために、加害生徒に一般的な指導を行ったのみであった。
11月13日に自殺することとなる生徒はインターネットで自殺に関する情報を集める。
11月21日の早朝に線路に行き自殺した。

### 自殺から
2017年1月15日に遺族と、加害生徒親子が面会した。気持ちが想像できなかったとして謝罪した。それから新潟県教育委員会は「新潟県いじめ防止等に関する委員会」を設置する。SNSの適切な利用への取り組みの強化や、SNSでのトラブルの対処をするマニュアルの策定や、SNSのガイドラインを生徒と話し合いながら決めることが提言される。
2018年12月13日に開かれた新潟県議会の委員会に父親が出席して意見陳述して、関係者の懲戒処分や、いじめに対する新潟県独自の条例の制定を求めた。新潟県に対応について、いじめに対する理解不足で被害者や遺族に対する配慮の無さが深刻であると批判。
2019年6月27日の新潟県議会では、遺族が口頭陳述を行う。いじめに関する条例の早期制定を訴える。具体的には責任や罪の重さや責任、処分の基準を明確にして、通報した者の安全を保護する仕組みを求める。
2019年11月14日に遺族および弁護士は、新潟市内で記者会見を行い、新潟県に対して損害賠償を請求する裁判を起こしたことを報告。高校の教員らが安全配慮義務を怠り、生徒のいじめの訴えに適切に対応せず、生徒が自殺に至った責任を追及。父親は責任を取るべき者が責任を取らず、新潟県は話を聞くのみであり、遺族の気持ちをないがしろにしていると語る。
証人尋問の際に校長が裁判長から、生徒から担任に3回目の相談された際にどんな対応が行われると想定していたかを聞かれた際に、校長はよく分かりませんとして、ささいなことも報告して欲しかったと回答。報告が無かった理由は、担任は本人に関わることではないと理解していた気がすると回答。
法廷では生徒指導を行う教諭は、保護者への連絡は担任に任せて、その時にはアドバイスをできなかったと語る。校長は、自殺した本人が保護者への連絡を拒否したため、その段階では見守ることとしたと語る。だが校長の見守るという指示は、第三者委員会の報告書では確認できなかった。
2022年3月30日に遺族と新潟県の間で和解が成立する。新潟県は対応の不備を認めたことから和解が成立した。和解の条件として、新潟県立学校の校長は、年に1回はいじめ対策に関する研修を受講することとなった。